# 貝蒂·佩吉
貝蒂·梅·佩吉（英語：Betty Mae Page、1923年4月22日—2008年12月11日），藝名貝蒂·佩吉（英語：Bettie Page），是一名美國模特兒，她在1950年代因為她拍攝的性感海報而聞名。常被稱為「海報女王」，她的齊肩黑髮、藍眼睛和標誌性的劉海影響了幾代藝人。
佩吉出生在美國田納西州的納許維爾，成年初期生活在加州，之後搬到紐約從事演員工作。在那裡，她開始找模特兒的工作，並在1950年代為數十名攝影師拍攝照片。佩吉是「1955年1月小姐」，是《花花公子》雜誌最早的月度插頁女郎之一。《花花公子》創始人休·赫夫納在2008年接受美聯社採訪時說：「我認為她是一位了不起的女人，是流行文化中的標誌性人物，她影響了性、時尚品味，對我們的社會產生了巨大的影響。」
1959年，佩吉改信福音派基督教，並為比利·葛理翰工作，同時在洛杉磯和俄勒岡州波特蘭的聖經學院學習，希望成為一名傳教士。佩吉的後半生充斥著抑鬱以及劇烈的情緒波動，並在一家州立精神病院住了很多年，飽受偏執型精神分裂症的折磨。經過多年的沈寂之後，她在1980年代再度走紅。

## 外部連結
- 中的“貝蒂·佩吉”
- 貝蒂·佩吉在互联网电影资料库（IMDb）上的資料（英文）
- 在Find a Grave上的貝蒂·佩吉